# Klaudia Meisterhofer
Klaudia Meisterhofer (* 13. Mai 1970) (auch Claudia Meisterhofer) ist eine österreichische Triathlon-Sportlerin.

## Werdegang
Meisterhofer ist Österreichische Heeressportlerin. 2004 wurde sie Staatsmeisterin Wintertriathlon. und 2007 erreichte sie den dritten Platz.
2010 wurde sie Zehnte bei der Weltmeisterschaft Wintertriathlon.
Im Jahr 2011 wurde sie Zweite bei der Staatsmeisterschaft im Bewerb Radmarathon.
Im April 2013 erreichte sie den zweiten Platz beim Skilanglaufrennen Arctic Circle Race.
In den Jahren 2013 und 2014 gewann sie in Sankt Jakob im Walde die Burgenländische Landesmeisterschaft im Skilanglauf in der Altersklasse II.
Beim World Loppet Skimarathon in Isafjördur in Island erreichte sie am 2. Mai 2015 den zweiten Platz.
Beim Steiralauf in Bad Mitterndorf errang sie 2004 und 2015 die Siegesmedaille in der Disziplin 30 km klassisch.
Meisterhofer betreibt in der Obersteiermark die Joglland Hochwechsel-Langlaufschule. Ausbildungen finden meist auf der Joglland-Loipe in Sankt Jakob im Walde statt.
Einer ihrer beruflichen Schwerpunkte sind Langlaufkurse für Frauen.
Weiters veranstaltet sie Kurse im Mountainbiken.
Sie ist  verheiratet und hat zwei Söhne.

## Sportliche Erfolge
| Datum/Jahr    | Rang | Wettbewerb                               | Austragungsort | Zeit         | Bemerkung                                 |
| ------------- | ---- | ---------------------------------------- | -------------- | ------------ | ----------------------------------------- |
| 13. Feb. 2010 | 12   | ITU Winter Triathlon World Championships | Eidsvoll       | 01:27:08     | [ 14 ]                                    |
| 24. Feb. 2007 | 3    | ÖTRV Wintertriathlon Staatsmeisterschaft | Weißensee      | 01:46:38,376 | 6 km Laufen, 9 km MTB und 8 km Langlaufen |
| 2004          | 1    | ÖTRV Wintertriathlon Staatsmeisterschaft | Turracher Höhe |              |                                           |

(DNF – Did Not Finish)